# 因德里克·哈尔格拉
因德里克·哈尔格拉（Indrek Hargla，1970年7月12日—），生于塔林，是一位爱沙尼亚科幻小说和犯罪小说作家。他的作品有药剂师梅尔基奥（Apothecary Melchior），該小說以中世纪的塔林為背景。 

## 生平
1993年，因德里克·哈尔格拉從塔尔图大学毕业，他在大學期間主修法学。毕业后在爱沙尼亚外交部工作。 2012年起成为职业作家。

## 荣誉
他曾17次獲得爱沙尼亚“潜行者”科幻小说奖。